# JC Ferrero Challenger Open
O JC Ferrero Challenger Open é um torneio tênis, que faz parte da série ATP Challenger Tour, realizado dede 2018, em piso de saibro, em Villena, Alicante, Espanha.

## Edições

### Simples
| Ano  | Campeões           | Finalistas     | Placar        | Ref |
| ---- | ------------------ | -------------- | ------------- | --- |
| 2021 | Constant Lestienne | Hugo Grenier   | 6–4, 6–3      |     |
| 2020 | Carlos Alcaraz     | Pedro Martínez | 7–6(8–6), 6–3 |     |
| 2019 | Pablo Andújar (2)  | Pedro Martínez | 6–3, 3–6, 6–3 |     |
| 2018 | Pablo Andújar      | Alex de Minaur | 7–6(7–5), 6–1 |     |

### Duplas
| Ano  | Campeões                             | Finalistas                         | Placar           | Ref   |
| ---- | ------------------------------------ | ---------------------------------- | ---------------- | ----- |
| 2021 | Denis Molchanov David Vega Hernández | Romain Arneodo Matt Reid           | 6–4, 6–2         |       |
| 2020 | Enzo Couacaud Albano Olivetti        | Íñigo Cervantes Oriol Roca Batalla | 4–6, 6–4, [10–2] |       |
| 2019 | Thomaz Bellucci Guillermo Durán      | Gerard Granollers Pedro Martínez   | 2–6, 7–5, [10–5] | [ 2 ] |
| 2018 | Wesley Koolhof Artem Sitak           | Guido Andreozzi Ariel Behar        | 6–3, 6–2         |       |